# Sociedad Deportiva Begoña
La Sociedad Deportiva Begoña es un club de fútbol de España, de la ciudad de Bilbao en la provincia de Vizcaya (País Vasco). Es el club representativo del barrio bilbaíno de Begoña, que antiguamente era un municipio independiente.

## Historia
La Unión Deportiva Begoña fue fundada el 7 de junio de 1924 en la localidad de Begoña, unos pocos meses antes de que esta fuera anexionada a Bilbao. El club surgió por la fusión de dos equipos de la localidad, el Ariñ-Beti, del barrio de Bolueta y el Cruzados del barrio de La Cruz de Mallona. Además de los equipos que se fusionaron ya existían otros clubes en Begoña entre ellos el Sporting Begoñés, futuro Santutxu FC.
Al poco de fundarse cambia su nombre por el de Sociedad Deportiva Begoña, que perdura hasta la actualidad.
En 1947 empezó a jugar en el Campo Fútbol de Mallona, situado cerca del Casco Viejo de Bilbao y que es su hogar hasta la actualidad.
La presencia de la SD Begoña en categoría nacional se remonta a la década de 1950. El Begoña permaneció 5 temporadas en la Tercera división española, entre 1953 y 1958. Desde entonces ha jugado siempre en categoría regional.

## Uniforme
- Uniforme titular: Camiseta azul y blanca, pantalón negro y medias blanquiazules.

- Segundo uniforme: Camiseta roja, pantalón negro y medias blanquiazules.

## Estadio
Campo de fútbol de Mallona, inaugurado en 1947, muy cercano tanto al Casco Viejo de Bilbao como a Begoña. . El campo es compartido por varios clubes.

## Datos del club
- Temporadas en 1.ª: 0
- Temporadas en 2.ª: 0
- Temporadas en 2.ªB: 0
- Temporadas en 3.ª: 5

- Datos: Q9078462